# 1995 au Yukon
Chronologie du Yukon
- 1991
- 1992
- 1993
- 1994
- 1995
- 1996
- 1997
- 1998
- 1999

Cette page concerne des événements d'actualité qui se sont produits durant l'année 1995 dans le territoire canadien du Yukon.

## Politique
- Premier ministre : John Ostashek (Parti du Yukon)
- Chef de l'Opposition officielle : Tony Penikett puis Piers McDonald (NPD)
- Commissaire : John Kenneth McKinnon (jusqu'au 23 juin) puis Judy Gingell
- Législature : 28e

## Événements
- Création de la réserve nationale de faune du delta de la rivière Nisutlin.
- Fondation de l'association Les EssentiElles, du comité EspoirJeunesse, de la troupe de théâtre Les Voyageurs et de la Commission scolaire francophone du Yukon (CSFY) numéro 23[1].
- Hélène St-Onge devient la présidente de l'Association franco-yukonnaise[2].
- Ken Taylor est élu chef du Parti libéral du Yukon
- 27 septembre : L'ancien premier ministre Tony Penikett quitte ses fonctions du député territoriale de Whitehorse-Ouest.
- Octobre : Audrey McLaughlin démissionne de ses fonctions du chef fédéral du NPD, mais elle conserve son siège du députée de la circonscription du territoire du Yukon jusqu'à la prochaine élection fédérale.

## Décès
- 27 janvier : Henry Marsh (en), prêtre (º 6 octobre 1898)
- 13 octobre : Johnny Abel (en), député territoriale de Vuntut Gwitchin (1992-1995) (º 1er janvier 1947)